# نملاوات قديمة
النملاوات القديمة (الاسم العلمي:†Formiciinae) هي أسرة منقرضة من الحشرات تتبع فصيلة النمل من رتبة غشائيات الأجنحة.

## التصنيف
- النملاوية القديمة
  - النمل القديم